# Novo Horizonte (Macapá)
Novo Horizonte é um bairro do município brasileiro de Macapá, capital do estado do Amapá. Segundo o censo demográfico de 2022, realizado pelo Instituto Brasileiro de Geografia e Estatística (IBGE), sua população era de 19 697 habitantes e havia 5 341 domicílios particulares permanentes ocupados.
De acordo com o IBGE, em 2010 a população era de 24 360 habitantes e havia 5 782 domicílios particulares.